# Уилсон, Джимми
Джимми Уилсон (англ. Jimmie Wilson; род. в Детройт, США) — американский певец и музыкальный театральный актёр. Он представлял Сан-Марино на Евровидении 2017 года, с песней «Spirit of the Night» в дуэте с певицей Валентиной Монеттой, но не смог выйти в финал.

## Биография
Джимми Уилсон изучал актерское мастерство в Голливуде. Позже он переехал в Германию, чтобы сыграть роль Барака Обамы в мюзикле «Hope! — Das Obama Musical». В 2012 году он принял участие в польском шоу талантов «Must Be the Music», но был дисквалифицирован в полуфинале.